# Jon Weman
Jon Mikael Weman, ursprungligen Jon Martin Hinderson,  född 23 april 1976 i Lunds Allhelgonaförsamling i dåvarande Malmöhus län, är en svensk frilansjournalist och sedan tio år[sedan 200x vore bättre?] tillbaka bosatt utanför Buenos Aires i Argentina. Hans artiklar har publicerats i bland annat Arbetaren, ETC Aftonbladet och Kollega. Han är författare till boken Åtgärdslandet - AF:s svarta bok. I denna hävdar han att arbetslösheten upprätthålls avsiktligen för att hålla nere lönerna och att arbetsmarknadsåtgärder som Fas 3 är till för att göra det jobbigare att vara arbetslös.